# Brisbane Heat
Brisbane Heat ist ein australisches Cricketteam, das in der Big Bash League spielt. Das Heimatstadion ist der Brisbane Cricket Ground (auch The Gabba genannt) in Brisbane. Die Brisbane Heat konnten die Big Bash League bisher einmal in der Saison 2012/13 gewinnen.

## Geschichte
Die Brisbane Heat wurden 2011 mit der Einführung der Big Bash League gegründet. Am 6. April 2011 wurden sie zusammen mit den anderen Teams der Liga vorgestellt und die Farbe Türkis zugewiesen. Als Stadion wurde ihnen das Brisbane Cricket Ground zugewiesen. Als Kapitän wurde James Hopes ernannt. Als internationale Spiele wurden die Neuseeländer Daniel Vettori und Brendon McCullum verpflichtet und auch die Verpflichtung von Matthew Hayden, der eigentlich schon zurückgetreten war, sorgte für aufsehen.
Zur neuen Saison wurden zahlreiche Neuverpflichtungen getätigt. Von den Sydney Sixers kam Shane Watson und des Weiteren wurden der West-Inder Kemar Roach, der Südafrikaner Dale Steyn und der Australier Mitchell Johnson verpflichtet. Während der Saison wurde der Coach des Teams Darren Lehmann für zwei Jahre gesperrt, da er öffentlich die Legitimität der Technik des für die Melbourne Renegades spielenden west-indischen Bowlers Marlon Samuels anzweifelte. In der Vorrunde hatte Luke Pomersbach entscheidenden Anteil daran, dass sich das Team als Vierter für das Halbfinale qualifiziert. Dort trafen sie auf die Melbourne Renegades, die sie mit 15 Runs schlagen konnten und wieder war es Pomersbach, der mit einem Century die qualifikation für die nächste Runde sicherte. Im Finale gegen die Perth Scorchers konnte das Team sich dann mit 34 Runs durchsetzen und so den Titel für sich verbuchen. Es war Kemar Roach der mit seinen drei Wickets die entscheidenden Durchbrüche machte.
Als neuer Coach wurde Stuart Law verpflichtet, dessen erster Einsatz die Champions League Twenty20 2013 war. Dort schieden sie jedoch als Gruppenletzter schon in der Vorrunde aus. Auch in der heimischen Liga konnte der Erfolg des Vorjahres nicht wiederholt werden. In der Vorrunde der Saison 2013/14 gewann Brisbane nur drei Spiele und wurde Fünfter.
Auf Grund von Vertragsunterzeichnungen mit Spielern während der Embargo-Periode wurde der Club mit einer Geldstrafe belegt. Zur Saison 2014/15 wurde der Engländer Andrew Flintoff verpflichtet. jedoch konnte man sich in dieser Saison nicht durchsetzen. Letztendlich belegte man den letzten Platz, mit nur zwei Siegen die während der Vorrunde erreicht wurden.
Als neuer Coach wurde der als aktiver Spieler zurückgetretene Daniel Vettori eingesetzt. Neuer Oversea-Spieler der Mannschaft wurde zur Saison 2015/16 der West-Inder Lendl Simmons. In der Vorrunde scheiterte man mit drei Siegen und dem sechsten Platz abermals.

## Abschneiden in der Big Bash League
| Jahr    | Spiele | Siege | Niederlagen | No Result | Endplatzierung (Vorrunde) |
| ------- | ------ | ----- | ----------- | --------- | ------------------------- |
| 2011/12 | 7      | 3     | 4           | 0         | Vorrunde (5/8)            |
| 2012/13 | 8      | 4     | 4           | 0         | Sieger (4/8)              |
| 2013/14 | 8      | 3     | 5           | 0         | Vorrunde (5/8)            |
| 2014/15 | 8      | 2     | 6           | 0         | Vorrunde (8/8)            |
| 2015/16 | 8      | 3     | 5           | 0         | Vorrunde (6/8)            |
| 2016/17 | 8      | 5     | 3           | 0         | Halbfinale (2/8)          |
| 2017/18 | 10     | 4     | 6           | 0         | Vorrunde (7/8)            |
| 2018/19 | 14     | 6     | 7           | 1         | Vorrunde (5/8)            |
| 2019/20 | 14     | 6     | 8           | 0         | Vorrunde (7/8)            |